# B. Monkey
B. Monkey este un film britanico-american dramatic de crimă din 1998, regizat de Michael Radford. Inițial, Michael Caton-Jones a fost atașat să regizeze adaptarea cărții omonime din 1992 a lui Andrew Davies, dar a fost schimbat datorită unor diferențe creative. Au existat acuzații că Asia Argento ar fi fost agresată sexual de Harvey Weinstein în timpul producției acestui film.

## Rezumat
Alan (Jared Harris) este un profesor la o școală din Londra, care lucrează și ca disc jockey de jazz într-un spital. Într-o noapte, după muncă, se duce la un bar și o vede pe Beatrice (Asia Argento), o femeie frumoasă care se ceartă cu doi bărbați. Alan este imediat captivat de Beatrice și începe să o urmărească. Ceea ce Alan nu știe este că Beatrice este o hoață infamă cunoscută de poliție ca „B. Monkey” (numită astfel după capacitatea ei de a sparge orice) iar bărbații cu care se certa erau Paul (Rupert Everett) și Bruno (Jonathan Rhys Meyers) un cuplu de homosexuali care sunt partenerii ei de spargeri. Când Alan devine conștient de secretul Beatricei, el încearcă să o aducă la un mod de viață mai sigur și mai onest, chiar dacă ea îl ademenește în existența palpitantă la care a visat.

## Distribuție
- Asia Argento ca Beatrice/B. Monkey
- Jared Harris ca Alan Furnace
- Rupert Everett⁠(d) ca Paul Neville
- Jonathan Rhys Meyers ca Bruno
- Julie T. Wallace⁠(d) ca doamna Sturge
- Ian Hart⁠(d) ca Steve Davis
- Tim Woodward⁠(d) ca Frank Rice
- Bryan Pringle⁠(d) ca Goodchild

## Producție
În autobiografia sa, Asia Argento a spus că a avut o aventură cu regizorul Michael Radford în timpul filmărilor.

## Recepție
Site-ul web Rotten Tomatoes a acordat filmului o evaluare de 63% pe baza a 19 recenzii.
Pe Metacritic are un scor de 49 din 100, indicând recenzii mixte, pe baza a 10 critici.
Anita Gates de la The New York Times a dat o recenzie mixtă a filmului, dar a considerat foarte bună interpretarea actorilor.

## Coloană sonoră
Lista cântecelor:
- „Billets Doux” interpretat de Django Reinhardt
- „De Camptown Races”
- „They Can’t Take That Away from Me” interpretat de Peggy Lee⁠(d)
- „Trash” interpretat de Suede
- „Souvenirs” interpretat de Django Reinhardt
- „Love Anybody You Want” interpretat de Barcode
- „Life Goes On and On” interpretat de 9 Lazy 9
- "Two Hearts Entwine" „Două inimi se întrepătrund”
- „Glory Box” interpretat de Portishead
- „Imagination” interpretată de Chet Baker
- "Look Who's Perfect Now"  „Uite cine este perfect acum” interpretat de Transistor
- „You’re the First, the Last, My Everything” interpretat de Barry White
- „Chinese Burn” interpretat de Curve
- „I’m goin round in circles” interpretat de Jimmy Witherspoon⁠(d)
- „Tarantelle del Gargano” interpretat de La Nuova Compagnia di Canto Popolare
- „D'Amour L'ardent Flamme” interpretat de The Wiener Volksopernorchester
- „Sweet Jane” interpretat de Cowboy Junkies⁠(d)
- „Tupelo Honey” interpretat de Cassandra Wilson

## Diferențe creative
În octombrie 2017, Michael Caton-Jones a dezvăluit că a ales-o pe Sophie Okonedo⁠(d) pentru a juca. Cu toate acestea, producătorul, Harvey Weinstein, a hotărât că actrița nu „este bună la pat”. Caton-Jones și Weinstein au dezbătut aprins problema, iar Caton-Jones a spus: „Nu strica castingul acestui film doar pentru că tu vrei să te culci [cu vreo actriță]”... Weinstein a spus apoi celor de la Variety că Michael Caton-Jones a părăsit filmul din cauza „diferențelor creative”. 
Argento, care l-a înlocuit pe Okonedo, a fost una dintre cele trei femei despre care în 2017 s-a afirmat în The New Yorker că au fost violate de Weinstein; ea a spus că s-a supus dorințelor lui Weinstein pentru că „am simțit că trebuie, pentru că aveam [de terminat] un film și nu am vrut să-l enervez”.